# جسر سترة
يتكون جسر سترة من سلسلة من الجسور التي شيدت في مملكة البحرين. الجسر يربط جزيرة النبيه صالح وسترة إلى العاصمة المنامة عبر خليج توبلي.
شُيّد أصلا في أوائل السبعينات وتم الإعلان عن خطة تجديد في عام 2006 بقيمة 266 مليون دولار أمريكي (100.5 مليون دينار بحريني) التي شملت بناء جسرين جدد فضلاً عن إعادة بناء حركة المرور في تقاطع أم الحصم وذلك لتخفيف حركة المرور. تم الانتهاء من المشروع في منتصف عام 2010 بعد عام الجدول الزمني. صمّمت الجسور الجديدة لتستمر 120 سنة.

## البناء
يتكون الجسر من 3 جسور بطول إجمالي 3.2 كيلومتر حسب التالي:
- الجسر الشمالي (الطول 200 متر والعرض 58 متر): يمتد من أم الحصم في الطرف الجنوبي من المنامة إلى الجسر.
- ساتر أو جسر يبلغ طوله 2.7 كيلومتر ويربط الجسر الشمالي إلى الجسر الجنوبي ويمر بجزيرة النبيه صالح من خلال خليج توبلي.
- الجسر الجنوبي (الطول 400 متر والعرض 55 متر): يربط الجسر الجنوبي الساتر بجزيرة سترة على مقربة من مجمع سترة.